# Hynobius abei
Hynobius abei е вид земноводно от семейство Hynobiidae. Видът е критично застрашен от изчезване.

## Разпространение
Разпространен е в Япония.